# TEV Miesbach
Der Tennis- und Eissportverein Miesbach (kurz TEV Miesbach) ist ein südbayerischer Verein aus Miesbach, in dem neben der Sportart Eishockey auch Eiskunstlauf und Eisstockschießen betrieben wird. Derzeit spielt die erste Eishockeymannschaft in der viertklassigen Bayernliga.

## Geschichte
Der Eishockeyverein wurde 1928 als einer der ersten in Bayern gegründet. Vor dem Krieg spielte er in der A-Klasse, zusammen mit dem SC Riessersee, dem EV Füssen und dem EC Bad Tölz. Ab der Saison 1958/59 spielte der TEV fast ununterbrochen in der Oberliga mit. Von 1973/74 bis 1976/77 spielte der TEV Miesbach in der 2. Bundesliga. Ab der Saison 1977/78 nahm der TEV Miesbach schließlich wieder am Spielbetrieb der Oberliga teil. Bei der Ligeneinteilung zur Einführung der DEL 1994 wurde der TEV in die 1. Liga Süd eingeteilt, aus der er 1996 abstieg. Danach blieb die Mannschaft bis 1998 in der 2. Liga Süd, bevor sie bis zur Auflösung der Liga in der Regionalliga Süd mitspielte, jedoch schließlich wieder in die Oberliga aufsteigen konnte.
In der Saison 2007/08 war der TEV Kooperations-Partner des EV Duisburg aus der Deutschen Eishockey Liga.
In der Saison 2009/10 wird der TEV in der viertklassigen Bayernliga spielen, nachdem die Oberligasaison 2008/09 nur auf dem neunten und damit letzten Platz der Südgruppe beendet werden konnte.
In der Saison 2009/2010 erreichte der TEV Miesbach mit dem Gewinn der bayerischen Meisterschaft den größten Erfolg seiner jüngeren Vereinsgeschichte. Daraufhin erklärte der TEV, aufgrund der anstehenden Reparaturen an der Halle, deren Kosten im sechsstelligen Bereich liegen würden, sein Aufstiegsrecht in die Oberliga nicht wahrzunehmen. Im Laufe der Verzahnungsrunde 2016/17 Oberliga/Bayernliga konnte sich der TEV Miesbach bis in das Halbfinale vorarbeiten und erhielt so auch das Aufstiegsrecht für die Oberliga 2017/18.
Der Verein hat knapp 1000 Mitglieder.

### Erfolge
| - Süddeutscher Meister 1952 - Aufstieg in die 2. Bundesliga 1973 - Aufstieg in die Oberliga (2. Liga) 1958, 1968 - Deutscher Zweitliga-Vizemeister 1955 - Vizemeister 2. Eishockey-Liga 1998 - Vizemeister Oberliga Süd 1980 - Aufstieg in die Oberliga 2002, 2017 - Vizemeister Regionalliga Süd (3. Liga) 1968 - Bayerischer Meister (2. Liga) 1952, 1955 | - Bayerischer Vizemeister (2. Liga) 1958 - Westbayerischer Meister (2. Liga) 1955, 1957, 1958 - Bayerischer Vizemeister Gr. A (2. Liga) 1954 - Bayerischer B-Klassenmeister (3. Liga) 1933 - Bayerischer Meister (4. Liga) 2010, 2020 - Bayerischer Vizemeister (4. Liga) 2019, 2022, 2023 - Bayernliga Hauptrundensieger 2023 - "TEV-1b" Aufstieg in die Landesliga 2015, 2017, 2020 - "TEV-1b" Meister Bayerische Bezirksliga Süd 2017 Ost 2020 |  |

## Bedeutende ehemalige Spieler

Trikots unter dem Hallendach

- Mario Jann (Rekordspieler EHC München)
- Andreas Veicht (dessen Trikot mit der Rückennummer 11 unter dem Hallendach hängt)
- Markus Wieland (u. a. EHC München)
- Markus Busch
- Florian Busch (Eisbären Berlin)
- Michael Rumrich
- Jürgen Rumrich

## Trainer
- Ivan Horák (ab September 2020)
- Peter Kathan junior (Dez. 2018 – März 2020)
- Simon Steiner (Dez. 2015 – Dez. 2018)
- John Samanski (Feb. 2015 – Dez. 2015)
- Alfred Sterba (Jan. – Feb. 2015)[8]
- Michael Lehmann (2013 – Jan. 2015)
- Markus Wieland (seit April 2012–2012/2013)
- Beppo Schlickenrieder (2011/2012)
- Rudi Sternkopf (2011)
- Markus Wieland (2009–2011)
- Heinz Zerres (2008)
- Markus Wieland / Klaus Mechel (2008)
- Ludovik Kopecky (2007)
- Klaus Mechel (2007)
- Marcel Breil (2007)
- Heinz Zerres (2006/2007)
- Rudi Sternkopf (2006)
- John Samanski (2004/2005)
- Ludovik Kopecky (2002–2004)
- Eduard Giblak (2000–2002)
- Beppo Schlickenrieder (1998/1998)
- Klaus Mechel (1996/1997, 1997/1998)
- Dieter Pfügl (1995/1996)
- Eduard Giblak (1995/1996)
- Paul Sommer (1995/1996)
- Rudi Tomanek (1994/1995)
- Peter Kathan senior (1979/1980, 1982–1984)
- Hans Frank (1978/79)
- Jozef Čapla[9] (1975/76)
- Maximilian Ostermeier (1965–1969)
- Siegfried Mayr (1962–1965)
- Fritz Poitsch (1958–1961)

## Nachwuchs

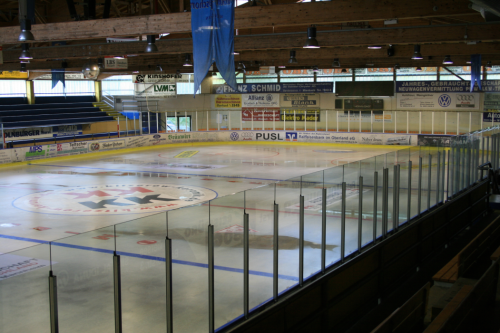
Blick ins Eisstadion von der Sitzplatztribüne

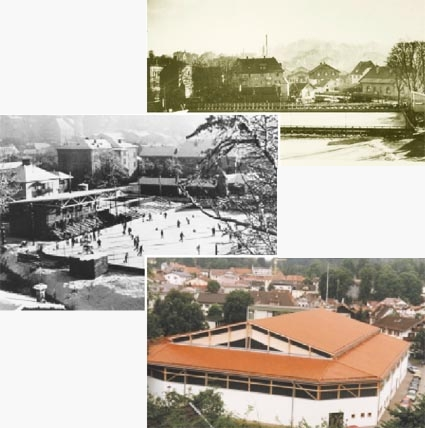
Eishalle früher und heute

Neben der ersten Mannschaft gibt es beim TEV Miesbach sechs Nachwuchsmannschaften:
- Junioren (Bayernliga)
- Jugend (Bayernliga)
- Schüler (Bundesliga)
- Knaben (Leistungsklasse A)
- Kleinschüler (Leistungsklasse A)
- Kleinstschüler (Leistungsklasse B)

Florian Busch, der einst in den Jugendmannschaften des TEV spielte, hatte Einsätze bei der Nationalmannschaft und ist in der DEL-Mannschaft der Eisbären Berlin Stammspieler. In der heutigen Ersten Mannschaft sind ebenfalls Spieler vertreten, die aus dem eigenen Nachwuchs hervorgehen.
Neben den Senioren in der Bayernliga sind die Jugendmannschaften des TEV in allen Altersklassen vertreten. Die Kleinstschüler treten gegen Germering, Holzkirchen, München und Klostersee an. Kleinschüler und Knaben spielen in der jeweiligen Leistungsklasse A. Die Schüler-, Jugend- und Juniorenmannschaften nehmen am Spielbetrieb der jeweiligen Bayernligen teil.

## Spielstätte
Das Eisstadion Miesbach entstand aus dem 1960 neu angelegten Kunsteisstadion. 1964/65 wurde der Tribünenbau erstellt, 1986 die Dachkonstruktion erbaut. Es hat ungefähr 1300 Plätze und ist eine der wenigen Eishallen in ganz Deutschland, die noch dem Verein gehört. Das Stadion wird neben Eishockey noch für Eisstockschießen und allgemeine Eisläufe genutzt.